# Freya atures
Freya atures là một loài nhện trong họ Salticidae.
Loài này thuộc chi Freya. Freya atures được María Elena Galiano miêu tả năm 2001.